# Tandem (langues)
 (décembre 2011).
Si vous disposez d'ouvrages ou d'articles de référence ou si vous connaissez des sites web de qualité traitant du thème abordé ici, merci de compléter l'article en donnant les références utiles à sa vérifiabilité et en les liant à la section « Notes et références ».
Un tandem est une technique d'apprentissage des langues fondée sur la relation entre deux personnes de langues maternelles différentes, chacune apprenant la langue de l’autre avec son aide. Il fonctionne selon les principes de la réciprocité et de l'autonomie.
Ce concept d'apprentissage a fait l'objet de plusieurs ouvrages et de nombreuses expérimentations et recherches.